# Vâlcelele (okręg Ardżesz)
Vâlcelele – wieś w Rumunii, w okręgu Ardżesz, w gminie Merișani. W 2011 roku liczyła 266 mieszkańców.